# Beleg van Bredevoort (1606)
Het Beleg van Bredevoort (1606) of Ontzet van Bredevoort was een beleg vanaf 14 maart 1606 van het Gelderse Bredevoort door Guielmo Verdugo en Louis de Comboursier die met een leger vanuit Oldenzaal het stadje hadden overrompeld door middel van een list. Gooswijn van der Lawick wist met garnizoen en burgers stand te houden op het kasteel Bredevoort. Bredevoort werd door Frederik Hendrik graaf van Nassau, de latere prins van Oranje, ontzet op 22 maart.

## Bredevoort heroverd door een list
Terwijl de Staatse soldaten en burgers Vastenavond vierden, waarvan velen dronken waren, of sliepen, was vanuit Oldenzaal een Spaans leger van vijfhonderd man cavalerie en veertienhonderd man infanterie onder leiding van Guielmo Verdugo vertrokken naar Bredevoort. Een klein groepje ruiters onder leiding van de Fransman Louis de Comboursier (Du Terrail) wist tot onder de stadswal voor de Aalterpoort te komen. Zij verklaarden staatse ruiters te zijn, met een gevangengenomen Spaanse luitenant. Zij vroegen toestemming om de nacht door te brengen onder bescherming van de Bredevoortse stadswallen. Tijdens het heen en weer geroep vanaf de wal, slopen enkele afgestegen ruiters naar de Aalterpoort en plaatsten daar springmijnen tegen de stadspoort. Na de explosie die volgde wisten de ruiters de stad binnen te dringen en vermoordden iedereen die zij op hun pad tegenkwamen. Vrouwen werden verkracht en gedood, burgers die waren achtergebleven gedood. Ze vonden wel geschut maar geen kruit. Verdugo zond daarom gevangenen en de ruiters terug naar Oldenzaal om daar buiskruit en levensmiddelen te halen. Intussen liet hij het voetvolk een halve maan opwerpen voor het kasteel, om te beletten dat er vanuit het kasteel een uitval gepleegd kon worden.

## Kasteel brengt redding

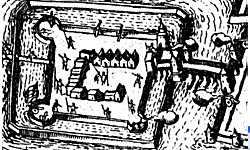

Een groot deel van de burgers en Staatse soldaten wisten daarop tijdig naar het Kasteel van Bredevoort te vluchten. De hoofdbrug was afwezig wegens onderhoud, en het kasteel was slechts bereikbaar door middel van enkele loopplanken die daar die avond lagen. Predikant Johannes Verhagen was de laatste die over de planken de overkant haalde. Zijn vrouw moest hij noodgedwongen achterlaten, ze werd onmiddellijk slachtoffer van de Spaanse bende. Waarop de drost Gooswijn van der Lawick opdracht gaf de ophaalbrug in de gracht te laten storten. Ook stuurde drost en kasteelvoogd van der Lawick boodschappers naar omringende steden met het verzoek van hem (die tot het uiterste bereid was) de plaats te ontruimen van de aanvallers en tot ontzet te komen. Warmelo, de drost van Salland kwam met twee vendels ruiters en vier vendels voetvolk, van Dorth, de drost van Haaksbergen, ritmeester Batenborch, een aantal Duitse en Zwitserse vendels, kapitein Kniphuizen met zijn vendels, ook uit Zutphen kwamen versterkingen samen met die van Groenlo, Doesburg en Doetinchem. De Spanjaarden plunderden intussen de huizen en hadden enkele burgers gevangengenomen die achtergebleven waren.

## Ontzet

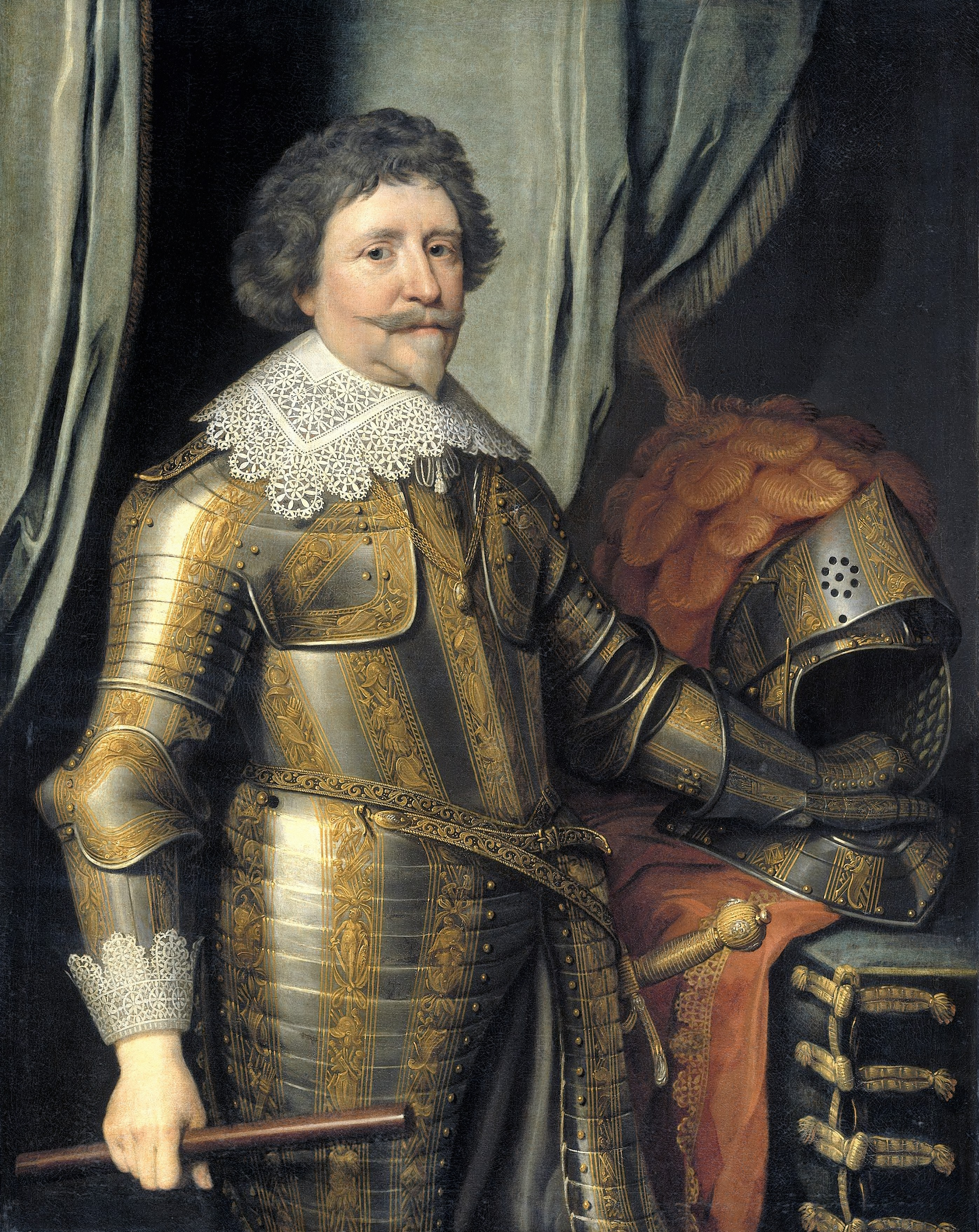
Frederik Hendrik

Vanuit omringende steden werden onmiddellijk bereden troepen naar Bredevoort gezonden, om te voorkomen dat de Spanjaarden zich binnen de stad konden versterken. Meteen na aankomst sluiten de hulptroepen alle toegangswegen rondom Bredevoort af, om te beletten dat de Spanjaarden versterking krijgen, of bevoorraad kunnen worden met levensmiddelen en buskruit. Het door Verdugo nagezonden paardentransport vanuit Oldenzaal met graan, buskruit en munitie werd tijdig door Staatse troepen onderschept. Na enkele dagen leed Verdugo al gebrek.
Ritmeester Batenborch uit Groenlo liet een van zijn soldaten vermomd als boer met een mandje eieren, de situatie binnen Bredevoort inspecteren. Deze kwam terug met de mededeling dat de Spanjaarden niets meer te eten hadden, maar belangrijker; ook geen kruit en munitie hadden, die had drost Gooswijn van der Lawick toevallig vlak voor de inval naar de kruittoren binnen het kasteel laten overbrengen, dus buiten de handen van de vijand.
Vanuit Ruhrort was nog Spaanse hulp onderweg, bestaande uit vijfhonderd man cavalerie met lastpaarden en voorraadwagens. Toen zij het het staatse leger rondom de stad zagen liggen, maakten zij zich weer snel uit de voeten en smeten de zakken met buskruit van de wagens af om sneller te kunnen vluchten. Boeren in de omgeving verzamelden de kruitzakken en verkochten die voor een schappelijke prijs aan de staatse troepen. Binnen de stad was de situatie voor Verdugo er inmiddels niet beter op geworden. Zij werden van alle kanten beschoten, zowel vanaf het kasteel als van buiten de stad, waar de burgers het meest onder moesten lijden. Ritmeester Hasselbrum had met zijn vendel ruiters, die elk een musketier (van de Duitsers en Zwitsers onder bevel van de drost van Haaksbergen) achterop hun paarden meedroegen, achter het kasteel dwars door de moerassen, zo worden via het "Grote Broek" met behulp van bootjes, de kasteelbezetting versterkt met ongeveer vijfhonderd musketiers, binnen het kasteel gebracht. Drost Lawick kan nu met de versterkingen de Spanjaarden beschieten, daarbij komen tweehonderd soldaten van Verdugo om het leven en moest de rest de halve maan verlaten. Toen Bredevoort geheel omsingeld was door het staatse leger arriveerde Frederik Hendrik, die uit Den Haag was gekomen samen met de vanuit Paderborn teruggekeerde ruiterij en veel voetvolk. Verdugo zag dat hij geen kans maakte tegen de overmacht, en besloot om tot een verdrag te komen.

## Nasleep
Op 22 maart volgt dan een onderhandeling met de Spanjaarden onder leiding van Frederik Hendrik. Verdugo bedong hierop een vrije aftocht met medeneming van geplunderde buit en drie buitgemaakte Staatse vaandels meegenomen. Het meenemen van buit werd toegestaan mits zij alle gevangenen (die in Oldenzaal opgesloten waren) weer vrij zouden laten.
Toen prins Maurits en de Staten dit hoorden, waren zij verbolgen over deze voorwaarden, "dit accoordt docht Prince Maurits ende de Staten veel te goet, omdat sij seer qualijk ende schandelijck met het Vrouwen-volk gheleeft hadden, daerbijden Wachtmeesters huysvrouwe vercraght totten doodt toe en de eenige andere meer, des Predikant Huysvrouwe doorsteken". Du Terrail verliet Oldenzaal en trok met zijn vendels naar het graafschap Vlaanderen. Daar beproefde hij met dezelfde verrassingstechniek zijn geluk tijdens de Aanval op Sluis (1606). Ook van Spaanse kant was ontevredenheid over de afloop, met name aan het adres van Velasco die met een sterke legerafdeling in Ruhrort lag, maar niet Verdugo bijtijds van een sterkere bezetting en voorraden had voorzien.
1278: Van der Mark · 
1322-26: Reinoud van Gelre · 
1572: Willem van den Bergh ·
1583: Desperaten · 
1597: Maurits van Oranje · 
1606: Frederik Hendrik · 
1672: Bernhard von Galen